# یک شب، یک غریبه
یک شب، یک غریبه فیلمی به کارگردانی حسین قاسمی جامی و نویسندگی محمد آفریده و اسماعیل رحیم زاده محصول سال ۱۳۷۳ است.

## خلاصه داستان
- قسمت اول (باربر): به باربري باري را سپرده اند تا به مقصد برساند. مشكلات زندگي و نيازهاي خانواده باربر را وسوسه مي كند كه بار را بربايد.
- قسمت دوم (پرده ي روشن): رحيم كه با عكاسي روزگار مي گذراند به دوربينش علاقه ي زيادي دارد؛ زيرا تنها وسيله اي است كه با آن امرار معاش مي كند. او پس از روبرو شدن با مردي كه براي ادامه ي زندگي خود و خانواده اش دچار مشكلات فراوان است براي ياري به مرد از وسيله ي گذران خود چشم مي پوشد.
- قسمت سوم (يك شب و يك غريبه): يك راننده كه پسرش در جبهه شهيد شده، شب هنگام، مسافري را سوار مي كند كه تا مقصد او را به دنياي روحاني فرزند شهيدش مي برد.

## بازیگران
- محرم زینال زاده
- جعفر دهقان
- عطاءاله سلمانیان
- محمد حسام
- حسین راضی
- نرگس کردبچه
- مهدی قانع
- ماندانا اصلانی
- سیدعلی حسینی
- محمدرضا باقری
- مریم شریعتی
- نامدار ناصری
- طباطبایی